# مانويل بالاسيوس
مانويل بالاسيوس (بالإسبانية: Manuel Palacios) (13 فبراير 1993 في كولومبيا - ) هو لاعب كرة قدم كولومبي في مركز الهجوم. لعب مع أتليتيكو كلوب دي برتغال وPatriotas Boyacá ‏.

## وصلات خارجية
- مانويل بالاسيوس على موقع دوري كوريا الجنوبية (الإنجليزية)
- مانويل بالاسيوس على موقع قاعدة بيانات كرة القدم.إي يو (الإنجليزية)
- مانويل بالاسيوس على موقع Soccerway.com (الإنجليزية)

{{شريط تصفح تشكيلة فريق كرة قدم
|الاسم=
|اسم الفريق= نادي سونغنام
|القائمة=
- 1 Yu Sang-hun
- 2 Park Kwang-il
- 3 Kang Ui-bin
- 4 Han Seok-jong
- 6 Jung Won-jin
- 7 Oh Jae-hyeok
- 8 عليباييف
- 9 أسيفيدو
- 10 Gabriel Honório
- 11 Kim Jeong-hwan (footballer) [الإنجليزية]‏

{{لاعب تشكيلة فريق كرة قدم|الرقم=13|الاسم=Jeon Seong-soo
- 14 Kim Hun-min
- 15 Yang Si-hoo
- 16 Ryu Jun-seon
- 17 Shin Jae-won
- 18 Lee Jeong-hyeop
- 19 Yang Tae-yang
- 20 Jo Seong-wook
- 21 Choi Pil-soo
- 22 Jung Seung-yong
- 23 Jang Yeong-gi
- 26 Park Hyun-bin
- 27 Lee Jun-sang
- 28 Yun Young-sun
- 29 Jang Hyo-joon
- 31 Heo Ja-woong
- 47 Park Ji-won
- 66 سو
- 77 Jung Jae-won
- 88 Kook Kwan-woo
- مدرب: Choi Chul-woo